# کائین‌لی (پوسوف)
کائین‌لی (به ترکی استانبولی: Kayınlı) یک منطقهٔ مسکونی در ترکیه است که در پوسوف واقع شده‌است.